# Sérgio Dutra Santos
Sérgio Dutra Santos (ur. 15 października 1975 w São Paulo) – brazylijski siatkarz, grający na pozycji libero. Wielokrotny reprezentant Brazylii. W 2004 roku w Atenach zdobył złoty medal olimpijski. W 2008 roku w Pekinie zdobył srebrny medal olimpijski. Wybrany do najlepszej drużyny świata 2009 roku według magazynu „L'Équipe”. W maju 2020 r. zakończył karierę.

## Sukcesy klubowe
| Klub                 | Osiągnięcie      | Trofeum               | Sezon                                               |
| -------------------- | ---------------- | --------------------- | --------------------------------------------------- |
| SE Palmeiras         | Liga brazylijska | srebro · brąz         | 1993/1994 1994/1995                                 |
| Banespa              | Liga brazylijska | srebro · brąz         | 2001/2002 2002/2003                                 |
| Copra Berni Piacenza | Puchar Top Teams | złoto                 | 2005/2006                                           |
| Copra Berni Piacenza | Liga włoska      | srebro · brąz         | 2006/2007, 2007/2008 2004/2005                      |
| Copra Berni Piacenza | Liga Mistrzów    | srebro                | 2007/2008                                           |
| SESI São Paulo       | Liga brazylijska | złoto · srebro · brąz | 2010/2011 2013/2014, 2014/2015 2012/2013, 2016/2017 |

## Sukcesy reprezentacyjne
| Osiągnięcie                     | Trofeum        | Rok                                                       |
| ------------------------------- | -------------- | --------------------------------------------------------- |
| Puchar Ameryki                  | złoto · srebro | 2001 2005, 2008                                           |
| Liga Światowa                   | złoto · srebro | 2001, 2003, 2004, 2005, 2006, 2007, 2009 2002, 2011, 2016 |
| Mistrzostwa Ameryki Południowej | złoto          | 2001, 2003, 2005, 2007, 2009, 2011, 2015                  |
| Mistrzostwa Świata              | złoto          | 2002, 2006                                                |
| Igrzyska Panamerykańskie        | złoto · brąz   | 2003 2007                                                 |
| Puchar Świata                   | złoto · brąz   | 2003, 2007 2011                                           |
| Igrzyska Olimpijskie            | złoto · srebro | 2004, 2016 2008, 2012                                     |
| Puchar Wielkich Mistrzów        | złoto          | 2005, 2009                                                |

## Nagrody indywidualne
- 2001: Najlepszy broniący Pucharu Ameryki
- 2001: Najlepszy przyjmujący Ligi Światowej
- 2002: Najlepszy broniący Ligi Światowej
- 2003: Najlepszy libero Igrzysk Panamerykańskich
- 2003: Najlepszy broniący i przyjmujący Ligi Światowej
- 2003: Najlepszy libero Pucharu Świata
- 2004: Najlepszy libero, broniący i przyjmujący Igrzysk Olimpijskich w Atenach
- 2006: Najlepszy libero Pucharu Top Teams
- 2007: Najlepszy libero i przyjmujący Igrzysk Panamerykańskich
- 2007: Najlepszy libero Mistrzostw Ameryki Południowej
- 2007: Najlepszy libero i przyjmujący Pucharu Ameryki
- 2007: Najlepszy libero Pucharu Świata
- 2008: Najlepszy libero Ligi Mistrzów
- 2008: Najlepszy libero i przyjmujący Pucharu Ameryki
- 2009: MVP Ligi Światowej
- 2009: Najlepszy libero Mistrzostw Ameryki Południowej
- 2009: Najlepszy libero Pucharu Wielkich Mistrzów
- 2011: MVP i najlepszy libero, broniący, przyjmujący Mistrzostw Ameryki Południowej
- 2011: Najlepszy przyjmujący Pucharu Świata
- 2011: Najlepszy libero i przyjmujący Klubowych Mistrzostw Świata
- 2015: MVP Mistrzostw Ameryki Południowej
- 2016: MVP i najlepszy libero Igrzysk Olimpijskich w Rio de Janeiro